# Fabbrica di mattoni a Tortosa
Fabbrica di mattoni a Tortosa, conosciuto anche come Fabbrica a Horta de Ebro, è un dipinto a olio su tela realizzato nel 1909 da Pablo Picasso. È conservato presso il Museo dell'Ermitage di San Pietroburgo.

## Descrizione
In questo dipinto Picasso riprende i paesaggi provenzali di Cézanne, in particolare la tavolozza essenziale (ridotta ai toni degli azzurri, dei verdi e degli ocra) e lo schema con piccoli cubi, solidificandolo e facendolo ruotare come prismi disordinati. L'artista, partendo dai volumi geometrici puri di Cézanne, adotta un linguaggio dalle estreme conseguenze espressive. In tal modo, le costruzioni e gli alberi si compenetrano tramite l'incastro di piani spigolosi e taglienti, come se fossero metallici.